# Kuurne-Bruselas-Kuurne 2017
La 69.ª edición de la Kuurne-Bruselas-Kuurne  tuvo lugar el 26 de febrero de 2017 sobre un recorrido de 200,7 km con inicio y final en Kuurne. 
La carrera formó parte del UCI Europe Tour 2017, por primera vez dentro de la categoría 1.HC.
Después de acabar segundo por detrás Greg Van Avermaet en la Omloop Het Nieuwsblad el día anterior, el campeón del mundo Peter Sagan ganó la carrera para Bora-Hansgrohe. Sagan y otros cuatro ciclistas; los belgas  Jasper Stuyven y Tiesj Benoot, el italiano Matteo Trentin y el británico Luke Rowe disputaron el sprint final, siendo los supervivientes de una gran escapada que se separó del pelotón a mitad de carrera, después de pasar el Oude Kwaremont.

## Equipos participantes
| WorldTeams (14)- AG2R La Mondiale - Astana - Bahrain-Merida - BMC Racing Team - Bora-Hansgrohe - Cannondale-Drapac - FDJ - Katusha-Alpecin - Lotto NL-Jumbo - Lotto-Soudal - Orica-Scott - Quick-Step Floors - Sky - Trek-Segafredo Equipos continentales profesionales (9)- Cofidis, Solutions Crédits - Direct Énergie - Fortuneo-Vital Concept - Israel Cycling Academy - Roompot-Nederlandse Loterij - Sport Vlaanderen-Baloise - Verandas Willems-Crelan - Wanty-Groupe Gobert - WB-Veranclassic-Aqua Protect Equipos continentales (2)- Cibel-Cebon - Pauwels Sauzen-Vastgoedservice |
| |

## Clasificaciones finales
- Las clasificaciones finalizaron de la siguiente forma:[2]

### Clasificación general
| \| Clasificación general \| Clasificación general \| Clasificación general \| Clasificación general \| Clasificación general \| \| Ciclista \| Ciclista \| Equipo \| Tiempo \| \| \| --------------------- \| --------------------- \| --------------------- \| --------------------- \| --------------------- \| \| 1.º \| Peter Sagan \| Bora-Hansgrohe \| 4 h 37 min 49 s \| \| \| 2.º \| Jasper Stuyven \| Trek-Segafredo \| + 0 s \| \| \| 3.º \| Luke Rowe \| Team Sky \| + 0 s \| \| \| 4.º \| Tiesj Benoot \| Lotto-Soudal \| + 0 s \| \| \| 5.º \| Matteo Trentin \| Quick-Step Floors \| + 0 s \| \| \| 6.º \| Arnaud Démare \| FDJ \| + 6 s \| \| \| 7.º \| Greg Van Avermaet \| BMC Racing Team \| + 6 s \| \| \| 8.º \| Oliver Naesen \| AG2R La Mondiale \| + 6 s \| \| \| 9.º \| Zdeněk Štybar \| Quick-Step Floors \| + 6 s \| \| \| 10.º \| Baptiste Planckaert \| Katusha-Alpecin \| + 6 s \| \| |                     |                   |                 |
| |                     |                   |                 |
| Fuentes: ProCyclingStats Cycling Quotient Cycling Archives |                     |                   |                 |
| Clasificación general |                     |                   |                 |
| Ciclista | Ciclista            | Equipo            | Tiempo          |
| 1.º | Peter Sagan         | Bora-Hansgrohe    | 4 h 37 min 49 s |
| 2.º | Jasper Stuyven      | Trek-Segafredo    | + 0 s           |
| 3.º | Luke Rowe           | Team Sky          | + 0 s           |
| 4.º | Tiesj Benoot        | Lotto-Soudal      | + 0 s           |
| 5.º | Matteo Trentin      | Quick-Step Floors | + 0 s           |
| 6.º | Arnaud Démare       | FDJ               | + 6 s           |
| 7.º | Greg Van Avermaet   | BMC Racing Team   | + 6 s           |
| 8.º | Oliver Naesen       | AG2R La Mondiale  | + 6 s           |
| 9.º | Zdeněk Štybar       | Quick-Step Floors | + 6 s           |
| 10.º | Baptiste Planckaert | Katusha-Alpecin   | + 6 s           |

## UCI World Ranking
La Kuurne-Bruselas-Kuurne otorga puntos para el UCI Europe Tour 2017 y el UCI World Ranking, este último para corredores de los equipos en las categorías UCI ProTeam, Profesional Continental y Equipos Continentales. Las siguientes tablas son el baremo de puntuación y los corredores que obtuvieron puntos:
| Posición              | 1.ª | 2.ª | 3.ª | 4.ª | 5.ª | 6.ª | 7.ª | 8.ª | 9.ª | 10.ª |
| Clasificación general | 200 | 150 | 125 | 100 | 85  | 70  | 60  | 50  | 40  | 35   |

| 1.º  | Peter Sagan         | Bora-Hansgrohe    | 200 |
| 2.º  | Jasper Stuyven      | Trek-Segafredo    | 150 |
| 3.º  | Luke Rowe           | Sky               | 125 |
| 4.º  | Tiesj Benoot        | Lotto-Soudal      | 100 |
| 5.º  | Matteo Trentin      | Quick-Step Floors | 85  |
| 6.º  | Arnaud Démare       | FDJ               | 70  |
| 7.º  | Greg Van Avermaet   | BMC Racing        | 60  |
| 8.º  | Oliver Naesen       | Ag2r La Mondiale  | 50  |
| 9.º  | Zdeněk Štybar       | Quick-Step Floors | 40  |
| 10.º | Baptiste Planckaert | Katusha-Alpecin   | 35  |